# Chlamydacanthus lindavianus
Chlamydacanthus lindavianus är en akantusväxtart som beskrevs av H. Winkler. Chlamydacanthus lindavianus ingår i släktet Chlamydacanthus och familjen akantusväxter. Inga underarter finns listade i Catalogue of Life.